# Chialamberto
Chialamberto is een gemeente in de Italiaanse provincie Turijn (regio Piëmont) en telt 357 inwoners (31-12-2004). De oppervlakte bedraagt 35,1 km², de bevolkingsdichtheid is 10 inwoners per km².

## Demografie
Chialamberto telt ongeveer 202 huishoudens. Het aantal inwoners steeg in de periode 1991-2001 met 2,5% volgens cijfers uit de tienjaarlijkse volkstellingen van ISTAT.
| Jaar | Inwoneraantal |
| ---- | ------------- |
| 1991 | 353           |
| 2001 | 362           |

## Geografie
Chialamberto grenst aan de volgende gemeenten: Locana, Noasca, Groscavallo, Cantoira, Ceres (TO) en Ala di Stura.

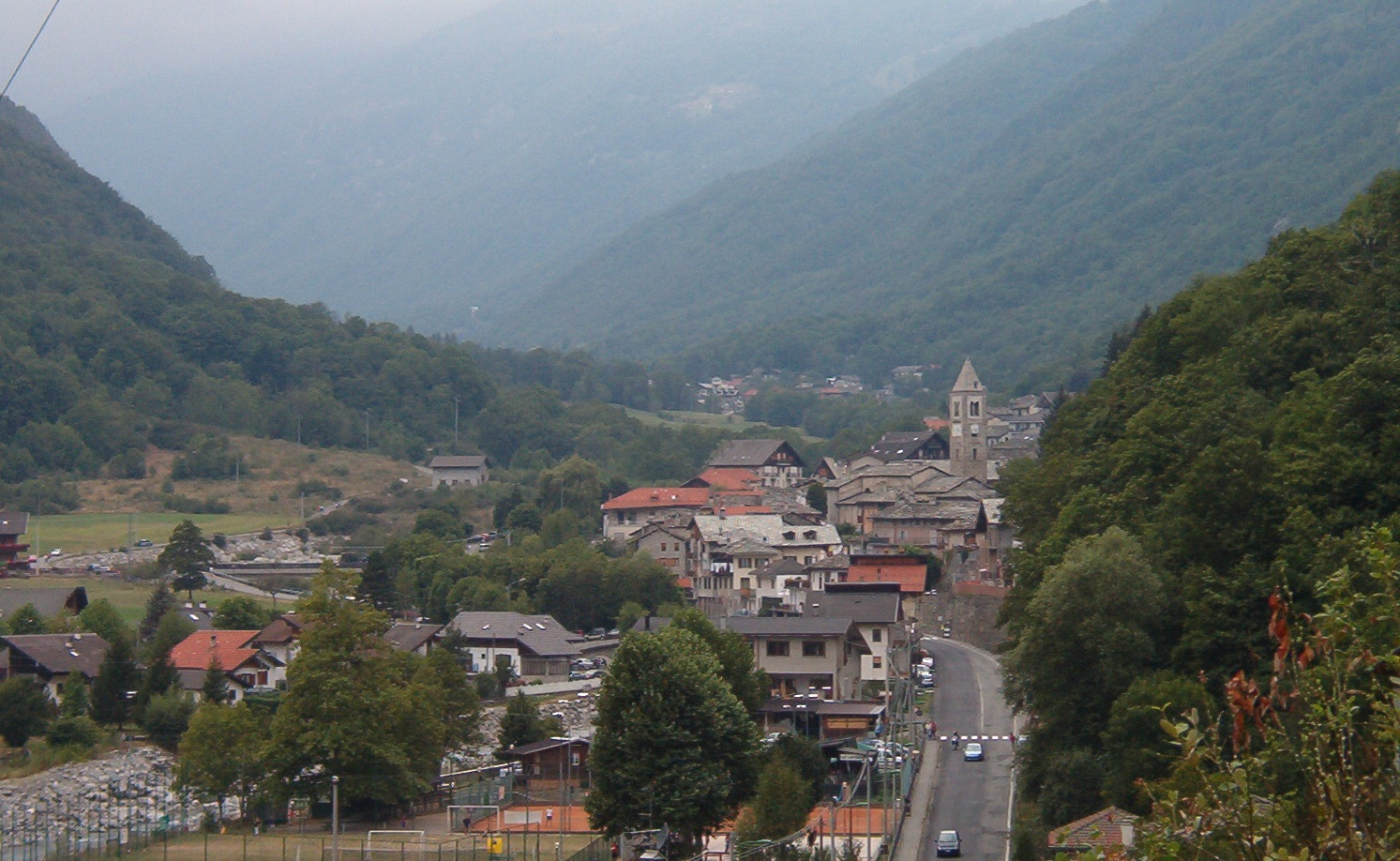

1. ↑  https://demo.istat.it/?l=it.